# Cucina teochew

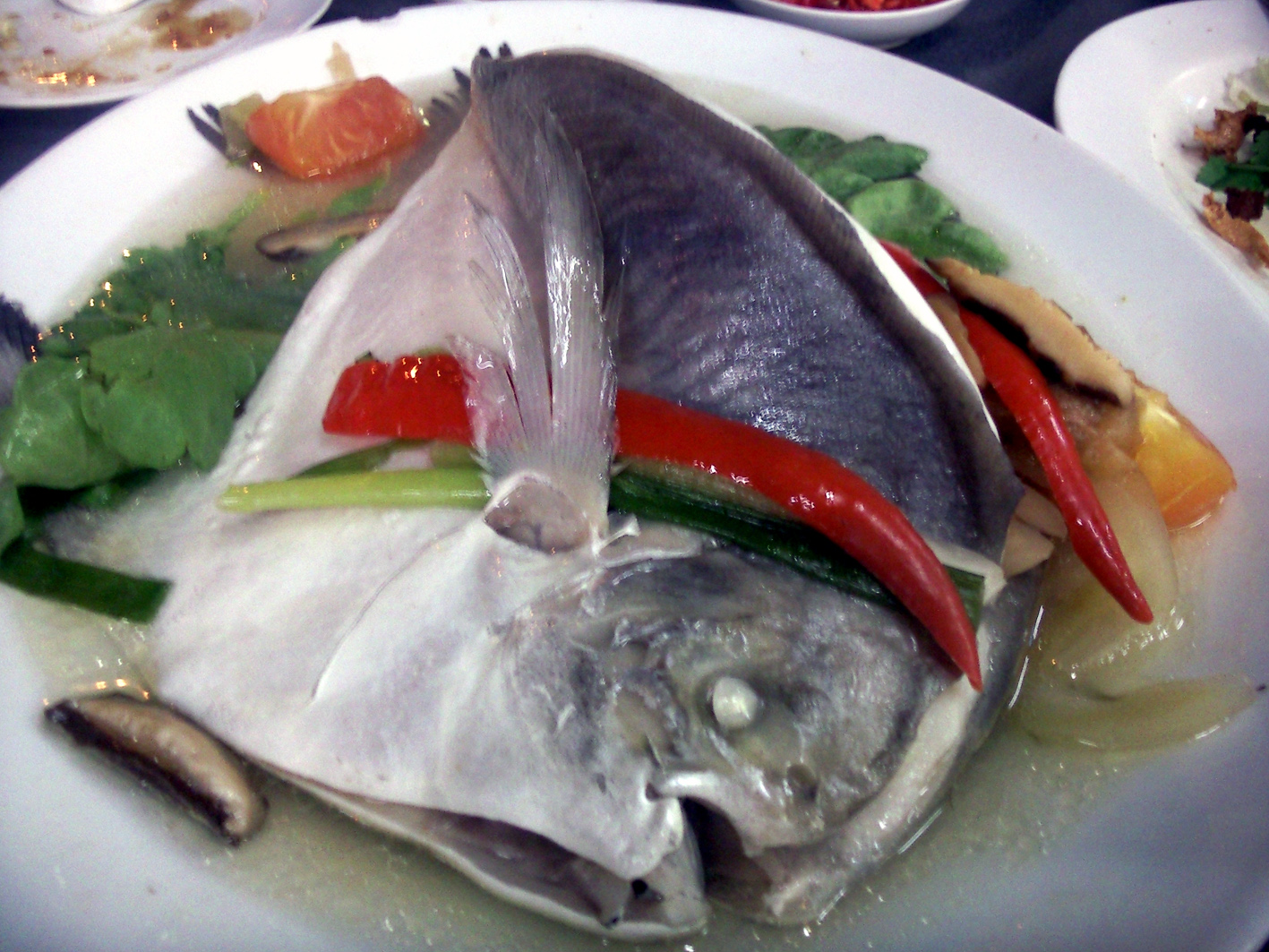
Pesce bollito

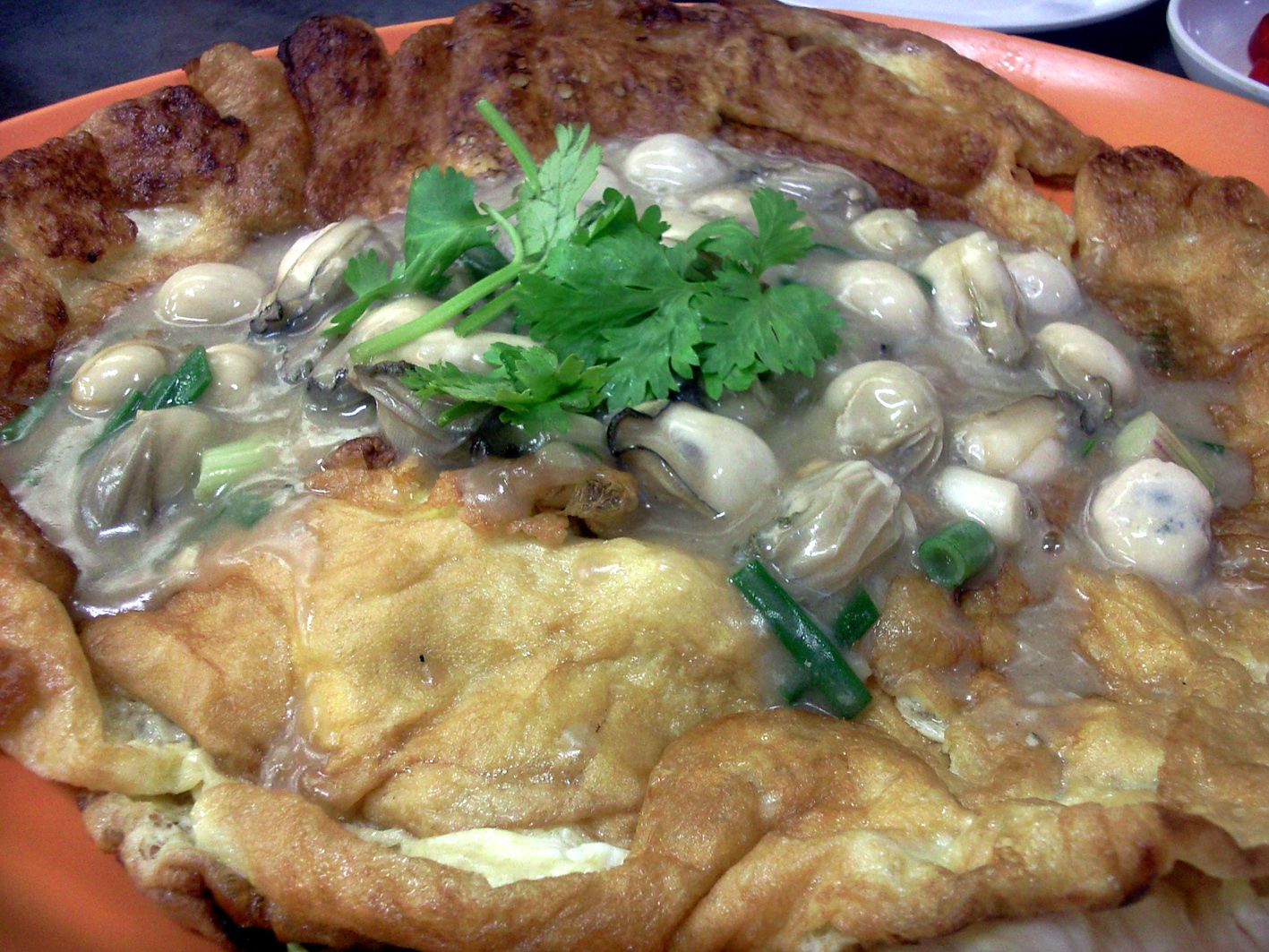
Omelette di ostriche

La cucina teochew o cucina chiuchow, cucina chaozhou è la cucina della regione del Chaoshan, nella parte orientale del Guangdong, in Cina, tra cui le città di Chaozhou, Shantou e Jieyang.
Ha molte somiglianze con la cucina del Fujian, di cui condivide alcuni piatti, questo è dovuto alla prossimità geografica e a similarità culturali e linguistiche.
Fu anche influenzata dalla cucina cantonese in stile e tecnica.
Essendo una cucina delicata, l'olio non è usato in grandi quantità e non vi è una forte enfasi sulla cottura a vapore e lo stufare, così come il metodo comune cinese di friggere. La cucina chaozhou è nota anche per servire congee anziché riso al vapore o noodle con pasto.
Gli autentici ristoranti teochew servono un tè oolong molto forte chiamato tieguanyin, in tazzine molto piccole prima del pasto.
Un condimento che è popolare nella cucina del Fujian e taiwanese e comunemente associato con la cucina di alcuni gruppi teochew è la salsa shacha. Essa è composta da olio di soia, aglio, scalogno, peperoncino, rombo liscio, e gamberetti essiccati. La pasta ha un gusto leggermente piccante e sapido. Inoltre, in aggiunta alla salsa di soia si usa anche la salsa di pesce.

## Pietanze
- Bak kut teh
- Popiah
- Yusheng
- Mee pok
- Chai tao kway
- Fung guo
- Chwee kueh

## Media
- La cucina del Cheoshan - Terza stazione della serie-documentario Netflix L'origine dei sapori del 2020